# Grand Prix Cycliste de Montréal 2019
10. ročník jednodenního cyklistického závodu Grand Prix Cycliste de Montréal se konal 13. září 2019 v Kanadě. Vítězem se stal podruhé v řadě Belgičan Greg Van Avermaet z týmu CCC Team. Na druhém a třetím místě se umístili Ital Diego Ulissi (UAE Team Emirates) a Španěl Iván García Cortina (Bahrain–Merida).

## Týmy
Závodu se zúčastnilo celkem 21 týmů, všech 18 UCI WorldTeamů, 2 UCI Professional Continental týmy a Kanadský národní tým. Každý tým přijel se 7 jezdci kromě týmu Lotto–Soudal se šesti jezdci, na start se tedy postavilo celkem 146 jezdců. Do cíle v Montréalu dojelo 98 jezdců.
UCI WorldTeamy
- AG2R La Mondiale
- Astana
- Bahrain–Merida
- Bora–Hansgrohe
- CCC Team
- Deceuninck–Quick-Step
- EF Education First
- Groupama–FDJ
- Lotto–Soudal
- Mitchelton–Scott
- Movistar Team
- Team Dimension Data
- Team Jumbo–Visma
- Team Katusha–Alpecin
- Team Ineos
- Team Sunweb
- Trek–Segafredo
- UAE Team Emirates

UCI Professional Continental týmy
- Israel Cycling Academy
- Rally UHC Cycling

Národní týmy
- Kanada

## Výsledky
| Pořadí | Jezdec                    | Tým                    | Čas        |
| ------ | ------------------------- | ---------------------- | ---------- |
| 1      | Greg Van Avermaet (BEL)   | CCC Team               | 6h 09' 38" |
| 2      | Diego Ulissi (ITA)        | UAE Team Emirates      | + 0"       |
| 3      | Iván García Cortina (BEL) | Bahrain–Merida         | + 0"       |
| 4      | Tim Wellens (BEL)         | Lotto–Soudal           | + 0"       |
| 5      | Michael Valgren (DEN)     | Team Dimension Data    | + 0"       |
| 6      | Kristian Sbaragli (ITA)   | Israel Cycling Academy | + 0"       |
| 7      | Rui Costa (POR)           | UAE Team Emirates      | + 0"       |
| 8      | Michael Woods (CAN)       | EF Education First     | + 0"       |
| 9      | Nans Peters (FRA)         | AG2R La Mondiale       | + 0"       |
| 10     | Bauke Mollema (NED)       | Trek–Segafredo         | + 0"       |